# كاي ماتسوزاكي
كاي ماتسوزاكي (باليابانية: 松崎 快) (مواليد 22 نوفمبر 1997) هو لاعب كرة قدم ياباني.

## وصلات خارجية
- كاي ماتسوزاكي على موقع رابطة كرة القدم اليابانية للمحترفين (اليابانية)
- كاي ماتسوزاكي على موقع إي إس بي إن إف سي (الإنجليزية)
- كاي ماتسوزاكي على موقع قاعدة بيانات كرة القدم.إي يو (الإنجليزية)
- كاي ماتسوزاكي على موقع Soccerbase.com (لاعب) (الإنجليزية)
- كاي ماتسوزاكي على موقع Soccerway.com (الإنجليزية)
- كاي ماتسوزاكي على موقع عالم كرة القدم.نت (الإنجليزية)